# Noordse combinatie op de Olympische Winterspelen 1972
Noordse combinatie is een van de sporten die beoefend werden tijdens de Olympische Winterspelen 1972 in Sapporo, Japan.

## Heren
| rang   | sporter(s)       | land | totaal (ptn) |
| ------ | ---------------- | ---- | ------------ |
| Goud   | Ulrich Wehling   | GDR  | 413.340      |
| Zilver | Rauno Miettinen  | FIN  | 405.505      |
| Brons  | Karl-Heinz Luck  | GDR  | 398.800      |
| 4      | Erkki Kilpinen   | FIN  | 391.845      |
| 5      | Yuji Katsuro     | JPN  | 390.200      |
| 6      | Tomáš Kučera     | TCH  | 387.935      |
| 7      | Aleksandr Nossov | URS  | 387.730      |
| 8      | Kåre Olav Berg   | NOR  | 384.800      |